# Pathé Haarlem
Pathé Haarlem is een bioscoop in Haarlem van Pathé Nederland, gevestigd in het Raakskwartier. De bioscoop met acht ondergrondse bioscoopzalen werd op 4 juli 2011 geopend.

## Zaalinformatie
Pathé Haarlem bood tot 2022 plaats aan 1.277 personen. De grootste zaal had 380 stoelen, de kleinste zaal had er 85. in zes van de acht zalen konden voorstellIngen in 3D worden vertoond. Geen enkele zaal beschikt over IMAX, 4DX, Dolby Cinema, Dolby Atmos of ScreenX. 
Begin 2022 onderging de bioscoop een verbouwing waarbij alle zalen werden voorzien van relaxseats, elektrisch verstelbare stoelen, ook werden de filmdoeken vergroot, waardoor ze van muur tot muur komen. De horecagelegenheid werd datzelfde jaar vernieuwd, er werden onder andere zelfscankassa's en Coca-Cola Freestylemachines geplaatst.
Door plaatsing van relaxseats nam de totale capaciteit af tot 784 stoelen.
| Zaal             | 1   | 2   | 3   | 4   | 5   | 6   | 7   | 8  |
| ---------------- | --- | --- | --- | --- | --- | --- | --- | -- |
| Capaciteit(2021) | 134 | 380 | 123 | 123 | 114 | 122 | 196 | 85 |
| 3D               | Ja  | Ja  | Ja  | Ja  | Nee | Nee | Ja  | Ja |